# Діон Краснічі
Діон Краснічі (швед. Dion Krasniqi, нар. 24 серпня 2003, Еслев, Швеція) — косовський футболіст, нападник шведського клубу «Ельфсборг».

## Ігрова кар'єра

### Клубна
Діон Краснічі народився у шведському місті Еслев і займатися футболом почав у своєму рідному місті. Пізніше він перейшов до клубу «Лунд», де 2 листопада 2019 року дебютував у першій команді «Лунда» у матчі Третього дивізіону чемпіонату Швеції. У першому ж матчі Краснікі відзначився забитим голом.
У липні 2022 року футболіст перейшов до клубу «Варбергс», з яким підписав контракт на чотири з половиною роки. І вже через одинадцять днів Діон зіграв свою першу гру у вищому дивізіоні шведського футболу.
Перед початком сезону 2024 року Краснічі приєднався до іншого клубу Аллсвенскан «Ельфсборг».

### Збірна
Перший виклик до молодіжної збірної Косова Діон отримав у серпні 2022 року на тренувальну гру проти команди Гренландії.
Офіційний його дебют у молодіжній збірній Косова відбувся 24 березня 2023 року в товариському матчі проти однолітків з Молдови.